# ماريا جانيون
ماريا جانيون (بالإنجليزية: Maria Janion) (24 ديسمبر عام 1926 - 23 أغسطس عام 2020) باحثة بولندية ومنظرة أدبية وناقدة وكذلك نسوية. كانت أستاذة مختصة في الحركة الرومانسية الأدبية في معهد البحوث الأدبية في الأكاديمية البولندية للعلوم.
كانت جانيون أيضًا عضوًا في الأكاديمية البولندية للتعلم. حصلت على شهادة الدكتوراه الفخرية من جامعة غدانسك.

## الحركة الرومانسية كثورة فكرية
بالنسبة لجانيون، فإن الحركة الرومانسية تُعتبر ثورة فكرية تخلق رؤى مختلفة للتاريخ والطبيعة والإنسانية. شددت على أنه مع مرور الوقت، ثمة أهمية متزايدة للإحساس بالغرابة والزخرفة المغارية فيما يتعلق بالوجود، والتي يتم التعبير عنها من خلال السخرية والسوداوية. تتبعت ولادة الرومانسية إلى إعادة اكتشاف «الذات» الحديثة، والتي تجلت في البداية من خلال الفردانية التي تستكشف تجربة وجود معين وغموضه. كشف الخيال الرومانسي عن حقيقة جديدة: وجود عالم داخلي مكون من الأحلام والهلوسة. قدمت جانيون فكرة «إنسان العقل الباطن» التي عبرت من خلالها عن الأفكار الخفية والمكبوتة في السابق على الرغم من وجود مجالات مختلفة من الكبح. أصبحت حركة التحرير الرومانسي ممكنة بفضل رفض الكلاسيكية ومفهومها العقائدي وأحادي البعد للتقاليد، ما حدّ القدرة على التخيل. أصبح المنظور الرومانسي متعدد الأطراف والتقاليد أساس النموذج الفكري الثقافي الجديد. ومع ذلك، أظهرت جانيون في عملها المعنون ذا رومانتيك فيفر أن الحركة الرومانسية لا يمكن أن تلتزم بنظام ثابت لا لبس فيه - ولا حتى بين مثيلاتها من الحركات التي عملت فقط على تعزيز عداوتها لتحويلها إلى قوالب نمطية.
ناقشت جانيون في كتبها العديد من جوانب هذا النموذج الجديد مثل البطل الرومانسي الجديد؛ وانتهاك جذري لمحرمات الموت؛ وإعادة استكشاف ما هو مخفي ومنسي، ما أدى إلى تمجيد الثقافات العامية (التراث الشعبي على وجه الخصوص، لكن أيضًا الثقافات الوثنية والسلافية والشمالية والشرقية)؛ إلى جانب مفهوم الطبيعة باعتباره نموذجًا؛ نمط الوجود الذي يربط الخلق بالتدمير أو حتى بالتدمير الذاتي والحياة بالموت بطريقة حتمية؛ وفهم التاريخ باعتباره ظهور إلهي؛ والوجودية الدرامية الممتدة من الخلاص إلى العدم؛ وكذلك التجارب الوجودية المكبوتة (مثل تجربة طفل أو رجل مجنون أو امرأة).